# 1993 في ماليزيا
فيما يلي قوائم الأحداث التي وقعت خلال عام 1993 في ماليزيا.

## رياضة
- 1 يناير – جائزة ماليزيا الكبرى للدراجات النارية 1993
- 1 يناير – كأس آسيا لكرة القدم للسيدات 1993

## مواليد

### فبراير
- 14 فبراير – فرحان أبو بكر لاعب كرة قدم ماليزي.[1]

### مارس
- 2 مارس – إيفان يو لاعب كرة سلة ماليزي.
- 2 مارس – بانديليلا رينونج غطاسة ماليزية.

### مايو
- 2 مايو – تونكو عبد الرحمن الجفري

### ديسمبر
- 22 ديسمبر – الكسندر ادموندسون درّاج طريق أسترالي.
- 28 ديسمبر – غافين غرين

## وفيات

### مايو
- 15 مايو – حسن محمد (مواليد 1930)